# Задеть за мёртвое
Задеть за мёртвое — сольный альбом российского хип-хоп-исполнителя Ассаи, бывшего участника группы Krec и объединения «Ассаи Music Band», выпущенный в 2013 году. Запись альбома была произведена на студии «Библиотека им.», принадлежащей Ассаи и звукорежиссёру Игорю Волку. Критиками была отмечена экспериментальность и нетипичность альбома, а также прослеживающееся желание дистанцироваться от российского хип-хопа.

## Об альбоме
Начиная с предыдущего релиза «Девственность EP», Ассаи в музыке начал постепенный отход от мелодекламации и живого звука в пользу электроники и дабстепа. На концертах он также перестал выступать с живым составом. Эти музыкальные эксперименты и стали музыкальной основой для «Задеть за мёртвое». Также, кардинальные изменения претерпела лирика Ассаи. От рассмотрения внутренних переживаний он сместился в сторону освещения глобальных проблем: «больше нет „мистера президента“, есть „расколотый мир“». Музыкальная форма при этом не приносится в жертву стихотворной, так, например, для исполнения куплета в песне «Река», был приглашён популярный певец Иван Дорн.
По мнению редакции сайта Rap.ru, является лучшим русскоязычным хип-хоп альбомом 2013 года.

## Критика
«ЗЗМ» — уже не просто красивая музыка, это громкий манифест, каких у Ассаи прежде не было. Планета Эксперимента, на которой артист плотно обосновался в последние годы, сейчас как никогда близка к земной орбите. Ассаи как будто всё время наблюдал за происходящим, но оставался в стороне. То ли не было веских поводов высказаться, то ли просто собирался с мыслями. А сейчас собрался и высказался — так сильно, что «Задеть за мёртвое» сбивает с ног и не даёт подняться. Лучший альбом Ассаи? Похоже на то." — Алексей Горбаш (RAP.RU)
«Ловлю себя на мысли, что совсем не знаю, как писать о музыке Ассаи. Он — герой-одиночка, аналогов (и даже подражателей) нет ни у нас, ни на Западе. Такой же и альбом „Задеть за мертвое“ — его невозможно отнести к какой-то жанровой прослойке (ну правда, что это — абстрактный хип-хоп? электроника? новое R&B?), да и вообще к жанру. Вероятно, поэтому ему можно все, что нельзя другим. Нет, я не про фит с Дорном». — Николай Редькин (RAP.RU)
«Ассаи становится вновь серьезен и задумчив, Ассаи задевает за мертвое, за нашу смерть, про которую мы позабыли, которую мы как бы приручили себе и сделали просто одним из слов, как бы домашним. Но смерть про нас не забыла. Ассаи задевает за мертвое, за то, что в нас умерло, НО только для того, чтобы снова сделать его живым, чтобы реанимировать в нас ПОДЛИННОЕ философское вопрошание, ЖИВУЮ религиозную проблему.» - Андрей Коробов-Латынцев (Газета «Завтра»)

## Список композиций
| №   | Название                         | Длительность |
| --- | -------------------------------- | ------------ |
| 1.  | «Цветок» (при участии Манижа)    | 4:01         |
| 2.  | «Аллилуйя»                       | 4:52         |
| 3.  | «ЗЗМ»                            | 4:04         |
| 4.  | «Учитель»                        | 3:33         |
| 5.  | «Наркотик»                       | 4:19         |
| 6.  | «Река» (при участии Ивана Дорна) | 4:31         |
| 7.  | «ЭВН»                            | 2:55         |
| 8.  | «Спутник»                        | 5:21         |
| 9.  | «Последний Раз»                  | 4:15         |
| 10. | «Жар-Птица»                      | 2:43         |

## Принимали участие
- Александр Гаврилов — бас (1, 3, 5)
- Ольга Максимова — арфа (1)
- Synergy Orchestra — струнные (1)
- Денис Давыдов — фортепиано (2)
- DJ A-Tone — скретчинг (3)
- Денис Сусин — гитара (8)
- Любовь Владимирова — вокал (8, 9)
- Александр Волк — бэк-вокал (9)